# Coupe du monde de bobsleigh 2022-2023
Navigation
Édition précédente Édition suivante
La coupe du monde de bobsleigh 2022-2023 est la 39e édition de la Coupe du monde de bobsleigh, compétition de bobsleigh organisée annuellement par la Fédération internationale de bobsleigh et de tobogganing.
Elle se déroule entre le 26 novembre 2022 et le 19 février 2023 sur 8 étapes organisées en Amérique du Nord et en Europe en coopération avec la Coupe du monde de skeleton.
Le Monobob féminin introduit en 2020 dans le cadre d'une World cup series qui ne suivait pas les étapes de coupe du monde est officiellement intégré dans le calendrier de la coupe du monde durant les 8 étapes.
Les championnats d'Europe de bobsleigh se déroulent durant l’étape d'Altenberg le 21 janvier 2023 et 22 janvier 2023.
Les vainqueurs du classement général monobob féminin, bob à 2 (femmes et hommes), bob à 4 masculin et combinés se voient remettre un gros Globe de cristal.
En raison de l'Invasion de l'Ukraine par la Russie en 2022, les athlètes russes et biélorusses sont interdits de compétition pour toute la saison.

## Programme de la saison
| \| Altenberg Innsbruck St Moritz Sigulda Winterberg \| Sites des compétitions en Europe. |
| Altenberg Innsbruck St Moritz Sigulda Winterberg                                         |

| \| Lake Placid Park City Whistler \| Sites des compétitions en Amérique du Nord. |
| Lake Placid Park City Whistler                                                   |

## Tableau d'honneur
| Discipline | Homme                            | Femme                            |
| ---------- | -------------------------------- | -------------------------------- |
| Combiné    | Francesco Friedrich              | Kaillie Humphries                |
| Monobob    | Épreuve inexistante à cette date | Kaillie Humphries                |
| Bob à 2    | Johannes Lochner                 | Laura Nolte                      |
| Bob à 4    | Francesco Friedrich              | Épreuve inexistante à cette date |

## Attribution des points
Les manches de Coupe du monde donnent lieu à l'attribution de points, dont le total détermine le classement général de la Coupe du monde.
Ces points sont attribués selon cette répartition :
| Place  | 1   | 2   | 3   | 4   | 5   | 6   | 7   | 8   | 9   | 10  | 11  | 12  | 13  | 14  | 15  | 16 | 17 | 18 | 19 | 20 | 21 | 22 | 23 | 24 | 25 | 26 | 27 | 28 | 29 |
| ------ | --- | --- | --- | --- | --- | --- | --- | --- | --- | --- | --- | --- | --- | --- | --- | -- | -- | -- | -- | -- | -- | -- | -- | -- | -- | -- | -- | -- | -- |
| Points | 225 | 210 | 200 | 192 | 184 | 176 | 168 | 160 | 152 | 144 | 136 | 128 | 120 | 112 | 104 | 96 | 88 | 80 | 74 | 68 | 62 | 56 | 50 | 45 | 40 | 36 | 32 | 28 | 24 |

## Classements généraux
| Rang | Nom                 | Points |
| ---- | ------------------- | ------ |
| 1    | Johannes Lochner    | 1742   |
| 2    | Francesco Friedrich | 1656   |
| 3    | Brad Hall           | 1582   |
| 3    | Michael Vogt        | 1388   |
| 5    | Markus Treichl      | 1248   |

| Rang | Nom                 | Points |
| ---- | ------------------- | ------ |
| 1    | Francesco Friedrich | 1737   |
| 2    | Brad Hall           | 1707   |
| 3    | Johannes Lochner    | 1570   |
| 4    | Markus Treichl      | 1432   |
| 5    | Michael Vogt        | 1240   |

| Rang | Nom                 | Points |
| ---- | ------------------- | ------ |
| 1    | Francesco Friedrich | 3393   |
| 2    | Johannes Lochner    | 3312   |
| 3    | Brad Hall           | 3289   |
| 4    | Markus Treichl      | 2680   |
| 5    | Michael Vogt        | 2628   |

| Rang | Nom               | Points |
| ---- | ----------------- | ------ |
| 1    | Kaillie Humphries | 1712   |
| 2    | Laura Nolte       | 1590   |
| 3    | Cynthia Appiah    | 1506   |
| 4    | Kim Kalicki       | 1450   |
| 5    | Melanie Hasler    | 1248   |

| Rang | Nom               | Points |
| ---- | ----------------- | ------ |
| 1    | Laura Nolte       | 1697   |
| 2    | Kim Kalicki       | 1672   |
| 3    | Kaillie Humphries | 1634   |
| 4    | Melanie Hasler    | 1314   |
| 5    | Cynthia Appiah    | 1160   |

| Rang | Nom               | Points |
| ---- | ----------------- | ------ |
| 1    | Kaillie Humphries | 3346   |
| 2    | Laura Nolte       | 3287   |
| 3    | Kim Kalicki       | 3122   |
| 4    | Cynthia Appiah    | 2666   |
| 5    | Melanie Hasler    | 2562   |

## Calendrier
| 1. Whistler (du 26 au 27 novembre 2022) |                                                                              |                                                                   |                                                                             |
| Épreuve                                 | Vainqueur                                                                    | Deuxième                                                          | Troisième                                                                   |
| Bob à 2 - Hommes                        | Allemagne Francesco Friedrich Alexander Schüller                             | Royaume-Uni Brad Hall Taylor Lawrence                             | Allemagne Johannes Lochner Erec Bruckert                                    |
| Bob à 4 - Hommes                        | Allemagne Francesco Friedrich Thorsten Margis Candy Bauer Alexander Schüller | Royaume-Uni Brad Hall Arran Gulliver Taylor Lawrence Greg Cackett | Canada Taylor Austin Shaquille Murray-Lawrence Cyrus Gray Davidson de Souza |
| Monobob - Femmes                        | Bianca Ribi                                                                  | Cynthia Appiah                                                    | Kaillie Humphries                                                           |
| Bob à 2 - Femmes                        | Allemagne Kim Kalicki Anabel Galander                                        | Suisse Melanie Hasler Nadja Pasternack                            | États-Unis Kaillie Humphries Emily Renna                                    |

| 2. Park City (du 3 décembre au 4 décembre 2022) |                                                                              |                                                                            |                                                                           |
| Épreuve                                         | Vainqueur                                                                    | Deuxième                                                                   | Troisième                                                                 |
| Bob à 2 - Hommes                                | Allemagne Francesco Friedrich Thorsten Margis                                | Royaume-Uni Brad Hall Taylor Lawrence                                      | Suisse Michael Vogt Sandro Michel                                         |
| Bob à 4 - Hommes                                | Allemagne Francesco Friedrich Thorsten Margis Candy Bauer Alexander Schüller | Allemagne Johannes Lochner Erec Bruckert Georg Fleischhauer Christian Rasp | Allemagne Christoph Hafer Michael Salzer Matthias Sommer Tobias Schneider |
| Monobob - Femmes                                | Kaillie Humphries                                                            | Lisa Buckwitz                                                              | Cynthia Appiah                                                            |
| Bob à 2 - Femmes                                | Allemagne Kim Kalicki Leonie Fiebig                                          | Allemagne Laura Nolte Lena Neunecker                                       | États-Unis Kaillie Humphries Jasmine Jones                                |

| 3. Lake Placid (du 17 18 décembre 2022) |                                                                   |                                                                        |                                                                        |
| Épreuve                                 | Vainqueur                                                         | Deuxième                                                               | Troisième                                                              |
| Bob à 2 - Hommes                        | Allemagne Johannes Lochner Georg Fleischhauer                     | Allemagne Francesco Friedrich Alexander Schüller                       | Suisse Michael Vogt Sandro Michel                                      |
| Bob à 4 - Hommes                        | Royaume-Uni Brad Hall Arran Gulliver Taylor Lawrence Greg Cackett | Allemagne Francesco Friedrich Thorsten Margis Candy Bauer Felix Straub | Allemagne Christoph Hafer Michael Salzer Kevin Korona Tobias Schneider |
| Monobob - Femmes                        | Laura Nolte                                                       | Kaillie Humphries                                                      | Lisa Buckwitz                                                          |
| Bob à 2 - Femmes                        | États-Unis Kaillie Humphries Kaysha Love                          | Allemagne Laura Nolte Lena Neunecker                                   | Allemagne Kim Kalicki Anabel Galander                                  |

| 4. Winterberg (du 7 au 8 janvier 2023) |                                                                              |                                                                   |                                                                            |
| Épreuve                                | Vainqueur                                                                    | Deuxième                                                          | Troisième                                                                  |
| Bob à 2 - Hommes                       | Allemagne Johannes Lochner Georg Fleischhauer                                | Suisse Michael Vogt Sandro Michel                                 | Royaume-Uni Brad Hall Taylor Lawrence                                      |
| Bob à 4 - Hommes                       | Allemagne Francesco Friedrich Thorsten Margis Candy Bauer Alexander Schüller | Royaume-Uni Brad Hall Arran Gulliver Taylor Lawrence Greg Cackett | Allemagne Johannes Lochner Erec Bruckert Georg Fleischhauer Christian Rasp |
| Monobob - Femmes                       | Laura Nolte                                                                  | Kaillie Humphries                                                 | Kim Kalicki                                                                |
| Bob à 2 - Femmes                       | Allemagne Laura Nolte Neele Schuten                                          | Allemagne Lisa Buckwitz Kira Lipperheide                          | Allemagne Kim Kalicki Leonie Fiebig                                        |

| 5. Altenberg I (du 14 au 15 janvier 2023) |                                                                   |                                                                         |                                                                                |
| Épreuve                                   | Vainqueur                                                         | Deuxième                                                                | Troisième                                                                      |
| Bob à 2 - Hommes                          | Allemagne Johannes Lochner Georg Fleischhauer                     | Royaume-Uni Brad Hall Taylor Lawrence                                   | Allemagne Francesco Friedrich Alexander Schüller                               |
| Bob à 4 - Hommes                          | Royaume-Uni Brad Hall Taylor Lawrence Arran Gulliver Greg Cackett | Allemagne Christoph Hafer Matthias Sommer Tobias Schneider Kevin Korona | Allemagne Johannes Lochner Erec Bruckert Georg Fleischhauer Christian Rasp     |
| Monobob - Femmes                          | Kaillie Humphries                                                 | Laura Nolte                                                             | Cynthia Appiah                                                                 |
| Bob à 2 - Femmes                          | Allemagne Lisa Buckwitz Kira Lipperheide                          | Allemagne Kim Kalicki Leonie Fiebig                                     | Allemagne Laura Nolte Neele Schuten États-Unis Kaillie Humphries Jasmine Jones |

| 6. Altenberg II (du 21 au 22 janvier 2023) |                                                                   |                                                                        |                                                            |
| Épreuve                                    | Vainqueur                                                         | Deuxième                                                               | Troisième                                                  |
| Bob à 2 - Hommes                           | Allemagne Johannes Lochner Erec Bruckert                          | Suisse Michael Vogt Sandro Michel                                      | Allemagne Francesco Friedrich Alexander Schüller           |
| Bob à 4 - Hommes                           | Royaume-Uni Brad Hall Arran Gulliver Taylor Lawrence Greg Cackett | Allemagne Francesco Friedrich Thorsten Margis Candy Bauer Felix Straub | Suisse Michael Vogt Sandro Michel Alain Knuser Cyril Bieri |
| Monobob - Femmes                           | Kaillie Humphries                                                 | Laura Nolte                                                            | Breeana Walker                                             |
| Bob à 2 - Femmes                           | États-Unis Kaillie Humphries Kaysha Love                          | Allemagne Laura Nolte Neele Schuten                                    | Suisse Melanie Hasler Nadja Pasternack                     |

|                                                                             |  |  |  |  |  |  |
| Saint-Moritz Championnats du monde IBSF 2023 (26 janvier au 5 février 2023) |  |  |  |  |  |  |
|                                                                             |  |  |  |  |  |  |

| 7. Igls (du 11 au 12 février 2023) |                                                                              |                                                                   |                                                                       |
| Épreuve                            | Vainqueur                                                                    | Deuxième                                                          | Troisième                                                             |
| Bob à 4 - Hommes                   | Allemagne Francesco Friedrich Thorsten Margis Candy Bauer Alexander Schüller | Royaume-Uni Brad Hall Arran Gulliver Taylor Lawrence Greg Cackett | Allemagne Johannes Lochner Florian Bauer Erec Bruckert Joshua Tasche  |
| Bob à 4 - Hommes                   | Allemagne Francesco Friedrich Thorsten Margis Candy Bauer Alexander Schüller | Royaume-Uni Brad Hall Arran Gulliver Taylor Lawrence Greg Cackett | Allemagne Johannes Lochner Florian Bauer Erec Bruckert Christian Rasp |
| Monobob - Femmes                   | Lisa Buckwitz                                                                | Breeana Walker                                                    | Cynthia Appiah                                                        |
| Bob à 2 - Femmes                   | Allemagne Laura Nolte Neele Schuten                                          | Allemagne Kim Kalicki Leonie Fiebig                               | Suisse Melanie Hasler Nadja Pasternack                                |

| 8. Sigulda (du 18 au 19 février 2023) |                                               |                                                  |                                            |
| Épreuve                               | Vainqueur                                     | Deuxième                                         | Troisième                                  |
| Bob à 2 - Hommes                      | Allemagne Johannes Lochner Georg Fleischhauer | Allemagne Francesco Friedrich Alexander Schüller | Allemagne Maximilian Illmann Joshue Tasche |
| Bob à 2 - Hommes                      | Allemagne Johannes Lochner Georg Fleischhauer | Allemagne Francesco Friedrich Thorsten Margis    | Suisse Michael Vogt Sandro Michel          |
| Monobob - Femmes                      | Kaillie Humphries                             | Kim Kalicki                                      | Cynthia Appiah Ying Qing                   |
| Bob à 2 - Femmes                      | Allemagne Laura Nolte Neele Schuten           | Allemagne Kim Kalicki Anabel Galander            | États-Unis Kaillie Humphries Kaysha Love   |